# Herminia pulvida
Herminia pulvida är en fjärilsart som beskrevs av George Francis Hampson. Herminia pulvida ingår i släktet Herminia och familjen nattflyn. Inga underarter finns listade i Catalogue of Life.